# Gilbert Melendez
Gilbert G. Melendez, född 12 april 1982 i Santa Ana, är en amerikansk MMA-utövare som sedan 2013 tävlar i organisationen Ultimate Fighting Championship. Melendez tävlade tidigare i Strikeforce där han var lättviktsmästare.
Hans smeknamn, El Niño, myntades av en Shooto-kommentator som jämförde hans stil med en storm som pulveriserar allt i sin väg.
Melendez har haft cirka ett och ett halvt års uppehåll sedan han ådrog sig en allvarlig benskada i sin match mot Jeremy Stephens vid UFC 215. Han har sagt i en intervju september 2017 med MMAjunkie att han behöver inte bara vinna utan även vara nöjd med sin insats i sin nästa match för att se en framtid som aktiv utövare inom MMA.
Melendez skulle mött Arnold Allen vid The Ultimate Fighter 28-finalen, men Melendez drog sig ut den matchen den 5 november 2018 och ersattes av Rick Glenn. Han mötte Allen på UFC: 239 istället.

## Tävlingsfacit MMA
| Resultat | Facit | Motståndare      | Metod                         | Evenemang                          | Datum             | Rond | Tid  | Plats                     | Notering                                                     |
| -------- | ----- | ---------------- | ----------------------------- | ---------------------------------- | ----------------- | ---- | ---- | ------------------------- | ------------------------------------------------------------ |
| Förlust  | 22–8  | Arnold Allen     | Domslut (enhälligt)           | UFC 239                            | 6 juli 2019       | 3    | 5:00 | Las Vegas, NV, USA        |                                                              |
| Förlust  | 22–7  | Jeremy Stephens  | Domslut (enhälligt)           | UFC 215                            | 9 september 2017  | 3    | 5:00 | Edmonton, Alberta, Kanada | Fjädervikt. Fight of the Night.                              |
| Förlust  | 22–6  | Edson Barboza    | Domslut (enhälligt)           | UFC on Fox: Holm vs. Shevchenko    | 23 juli 2016      | 3    | 5:00 | Chicago, IL, USA          |                                                              |
| Förlust  | 22–5  | Eddie Alvarez    | Domslut (delat)               | UFC 188                            | 13 juni 2015      | 3    | 5:00 | Mexico City, Mexiko       | Melendez fast för testosteronmetaboliter i dopingprov.       |
| Förlust  | 22–4  | Anthony Pettis   | Submission (guillotine choke) | UFC 181                            | 6 december 2014   | 2    | 1:53 | Las Vegas, NV, USA        | För UFC:s lättviktsbälte.                                    |
| Vinst    | 22–3  | Diego Sanchez    | Domslut (enhälligt)           | UFC 166                            | 19 oktober 2013   | 3    | 5:00 | Houston, TX, USA          | Fight of the Night.                                          |
| Förlust  | 21–3  | Benson Henderson | Domslut (delat)               | UFC on Fox: Henderson vs. Melendez | 20 april 2013     | 5    | 5:00 | San Jose, CA, USA         | Match om UFC:s lättviktsbälte.                               |
| Vinst    | 21–2  | Josh Thomson     | Domslut (delat)               | Strikeforce: Barnett vs. Cormier   | 19 maj 2012       | 5    | 5:00 | San Jose, CA, USA         | Försvarade Strikeforces lättviktsbälte.                      |
| Vinst    | 20–2  | Jorge Masvidal   | Domslut (enhälligt)           | Strikeforce: Melendez vs. Masvidal | 17 december 2011  | 5    | 5:00 | San Diego, CA, USA        | Försvarade Strikeforces lättviktsbälte.                      |
| Vinst    | 19–2  | Tatsuya Kawajiri | TKO (armbågar)                | Strikeforce: Diaz vs. Daley]       | 9 april 2011      | 1    | 3:14 | San Diego, CA, USA        | Försvarade Strikeforces lättviktsbälte.                      |
| Vinst    | 18–2  | Shinya Aoki      | Domslut (enhälligt)           | Strikeforce: Nashville             | 17 april 2010     | 5    | 5:00 | Nashville, TN, USA        | Försvarade Strikeforces lättviktsbälte.                      |
| Vinst    | 17–2  | Josh Thomson     | Domslut (enhälligt)           | Strikeforce: Evolution             | 19 december 2009  | 5    | 5:00 | San Jose, CA, USA         | Vann tillbaka Strikeforces lättviktsbälte.                   |
| Vinst    | 16–2  | Mitsuhiro Ishida | TKO (slag)                    | Strikeforce: Carano vs. Cyborg     | 15 augusti 2009   | 3    | 3:56 | San Jose, CA, USA         | Försvarade Strikeforces interimslättviktsbälte.              |
| Vinst    | 15–2  | Rodrigo Damm     | KO (slag)                     | Strikeforce: Shamrock vs. Diaz     | 11 april 2009     | 2    | 2:02 | San Jose, CA, USA         | Vann Strikeforces interimslättviktsbälte.                    |
| Förlust  | 14–2  | Josh Thomson     | Domslut (enhälligt)           | Strikeforce: Melendez vs. Thomson  | 27 juni 2008      | 5    | 5:00 | San Jose, CA, USA         | Förlorade Strikeforces lättviktsbälte.                       |
| Vinst    | 14–1  | Gabe Lemley      | TKO (slag)                    | Strikeforce: Shamrock vs. Le       | 29 mars 2008      | 2    | 2:18 | San Jose, CA, USA         | Försvarade Strikeforces lättviktsbälte.                      |
| Förlust  | 13–1  | Mitsuhiro Ishida | Domslut (enhälligt)           | Yarennoka!                         | 31 december 2007  | 2    | 5:00 | Saitama, Japan            |                                                              |
| Vinst    | 13–0  | Tetsuji Kato     | Domslut (enhälligt)           | Strikeforce: Playboy Mansion       | 29 september 2007 | 3    | 5:00 | Beverly Hills, CA, USA    | Icke-titel match.                                            |
| Vinst    | 12–0  | Tatsuya Kawajiri | Domslut (enhälligt)           | Pride: Shockwave 2006              | 31 december 2006  | 2    | 5:00 | Saitama, Japan            |                                                              |
| Vinst    | 11–0  | Nobuhiro Obiya   | Domslut (enhälligt)           | Pride Bushido 12                   | 26 augusti 2006   | 2    | 5:00 | Nagoya, Japan             |                                                              |
| Vinst    | 10–0  | Clay Guida       | Domslut (delat)               | Strikeforce: Revenge               | 9 juni 2006       | 5    | 5:00 | San Jose, CA, USA         | Vann Strikeforces lättviktsbälte.                            |
| Vinst    | 9–0   | Harris Sarmiento | Submission (slag)             | Strikeforce: Shamrock vs. Gracie   | 10 mars 2006      | 2    | 0:44 | San Jose, CA, USA         |                                                              |
| Vinst    | 8–0   | Rumina Sato      | TKO (läkaren bryter)          | Shooto: Alive Road                 | 20 augusti 2005   | 1    | 1:32 | Yokohama, Japan           |                                                              |
| Vinst    | 7–0   | Naoya Uematsu    | TKO (Läkaren bryter)          | Shooto: 5/4 in Korakuen Hall       | 4 maj 2005        | 2    | 4:30 | Tokyo, Japan              |                                                              |
| Vinst    | 6–0   | Hiroyuki Takaya  | Domslut (enhälligt)           | Shooto: Year End Show 2004         | 14 december 2004  | 3    | 5:00 | Tokyo, Japan              |                                                              |
| Vinst    | 5–0   | Kaynan Kaku      | TKO (slag)                    | Rumble on the Rock 6               | 20 november 2004  | 2    | 3:58 | Honolulu, HI, USA         |                                                              |
| Vinst    | 4–0   | Olaf Alfonso     | TKO (punches)                 | WEC 10                             | 21 maj 2004       | 3    | 4:54 | Lemoore, CA, USA          | Tillbaka i lättvikt: Vann WEC:s nyinstiftade lättviktsbälte. |
| Vinst    | 3–0   | Stephen Palling  | TKO (slag)                    | Rumble on the Rock 4               | 10 oktober 2003   | 2    | 4:59 | Honolulu, HI, USA         | Fjäderviktsdebut.                                            |
| Vinst    | 2–0   | Jeff Hougland    | TKO (slag)                    | WEC 6                              | 27 mars 2003      | 2    | 2:05 | Leemore, CA, USA          |                                                              |
| Vinst    | 1–0   | Greg Quan        | TKO (slag)                    | WEC 5                              | 18 oktober 2002   | 1    | 4:37 | Lemoore, CA, USA          | Lättviktsdebut                                               |